# Eurytoma elistae
Eurytoma elistae är en stekelart som beskrevs av Zerova 1995. Eurytoma elistae ingår i släktet Eurytoma och familjen kragglanssteklar.
Artens utbredningsområde är:
- Kazakstan.
- Mongoliet.

Inga underarter finns listade i Catalogue of Life.